# Senecio costaricensis
Senecio costaricensis là một loài thực vật có hoa trong họ Cúc. Loài này được R.M.King miêu tả khoa học đầu tiên năm 1965.